# Diphuia
Diphuia Cresson, 1944 è un genere di insetti della famiglia degli Ephydridae (Diptera: Schizophora). Comprende specie esclusive del continente americano.

## Descrizione
Gli adulti hanno corpo di piccole dimensioni, lungo da poco più di un millimetro a meno di due millimetri. Nell'ambito degli Hecamedini americani, si distinguono dal genere Hecamede per la presenza di due sole paia di setole scutellari (tre paia in Hecamede) e dal genere Allotrichoma per la livrea generalmente nera e lucente (da grigio a bruno e con aspetto pruinoso in Allotrichoma). Tegumento con microtomento rado. A differenza degli altri Hecamedini, non si rilevano dimorfismi sessuali di particolare evidenza.
Il capo è uniformemente nero, con tomento a riflessi bianco-argentati in alcune aree. Le antenne sono relativamente brevi ed hanno arista pettinata, con 4-5 peli dorsali, i tre basali più lunghi dei due distali. Il pedicello porta una setola dorsale. La chetotassi frontale è ben sviluppata ed è così composta:
- due paia di setole fronto-orbitali, le anteriori reclinate, le posteriori proclinate e inserite leggermente più all'esterno;
- un paio di setole ocellari, proclinate;
- due paia di setole verticali
- un paio di pseudopostocellari ben sviluppate e proclinate.

La faccia è provvista di due paia di setole facciali inserite ai margini, presso le parafacce.
Il torace è generalmente nero e senza differenziazione di colori nel tomento. La chetotassi è composta da setole poco sviluppate, ad eccezione di quelle inserite nella parte posteriore della regione. Fra le setole acrosticali e le dorsocentrali si distinguono quelle posteriori, più sviluppate delle altre. Intralari poco sviluppate e irregolarmente disposte. Lungo i margini laterali del mesonoto si evidenziano una setola omerale, sopralare presuturale, due notopleurali, una postalare e, infine, una serie irregolare di peli infralari. Sullo scutello sono presenti, come si è detto, due paia di scutellari marginali, rispettivamente ai lati e all'apice, oltre ad una pubescenza rada all'interno (area discale). Sulle pleure, la chetotassi comprende due setole lungo il margine posteriore dell'anepisterno e una robusta setola sul katepisterno.
L'addome dei maschi mostra solo quattro tergiti visibili, essendo il quinto retratto nel quarto. Cerci provvisti di 2-3 setole lunghe e robuste sul margine ventrale.

## Biologia
Sulla biologia di questi ditteri si hanno alcune informazioni in merito al comportamento degli adulti. Questi si nutrono del nettare dei fiori. Le femmine depongono le uova su residui vegetali in decomposizione e su escrementi di animali, fatto che fa presumere che le larve siano saprofaghe.

## Sistematica e filogenesi
La storia del genere Diphuia è relativamente recente. Il genere fu istituito da Cresson (1944), con l'inclusione della sola specie D. anomala. A metà degli anni cinquanta Sturtevant & Wheeler (1955) e Wirth (1956) descrissero rispettivamente D. nitida e D. nasalis. Negli anni novanta, Mathis (1991, 1997) descrisse D. zatwarnickii e D. flinti e ridusse D. nasalis a sinonimo minore di D. nitida. L'ultimo contributo si deve a Mathis & Marinoni (2010), che, con l'aggiunta di D. antonina e D. grandis, hanno portato a sei il numero complessivo di specie.
- Diphuia anomala Cresson, 1944
- Diphuia antonina Mathis & Marinoni, 2010
- Diphuia flinti Mathis, 1997
- Diphuia grandis Mathis & Marinoni, 2010
- Diphuia nitida Sturtevant & Wheeler, 1954 (=D. nasalis Wirth, 1956)
- Diphuia zatwarnickii Mathis, 1991

Fino al 2010, le conoscenze relative a questo genere erano piuttosto limitate a causa del ridotto numero di esemplari disponibili nelle collezioni. Mathis & Marinoni hanno migliorato le informazioni sull'inquadramento del genere nella tribù Hecamedini sotto l'aspetto morfologico, definendo i caratteri distintivi rispetto ai generi Hecamede e Allotrichoma. In particolare, i due Autori determinano il carattere monofiletico di Diphuia sulla base delle seguenti apomorfie:
- livrea di colore nero o, comunque, molto scura;
- tomentosità rada del tegumento, con aspetto più o meno lucente o leggermente pruinoso;
- riflessi bianco-argentei del tomento in alcune regioni della faccia e delle parafacce;
- uniformità di colorazione delle mesopleure, con assenza di bande di diverso colore;
- quinto urite del maschio ben sclerotizzato e forma allungata del tergite;
- tergite e sternite del quinto urite del maschio fusi anteriormente;
- presenza di 2-3 lunghe setole sul margine ventrale dei cerci del maschio.

Altri caratteri distintivi, non ritenuti apomorfici, sono l'assenza di un dimorfismo sessuale, la non marcata convessità del profilo facciale, il marcato sviluppo della setola presuturale e delle prescutellari, la sclerotizzazione degli surstili nell'apparato genitale esterno del maschio.
In merito alle relazioni filogenetiche con gli altri generi, Mathis (1991) individuò un'affinità tra Diphuia e Allotrichoma, che insieme formerebbero un clade in rapporto con Hecamede e Eremotrichoma:
|  | Eremotrichoma+Hecamede                                   |
|  |                                                          |
|  | \| \| Allotrichoma \| \| \| \| \| \| Diphuia \| \| \| \| |
|  |                                                          |
|  | Allotrichoma                                             |
|  |                                                          |
|  | Diphuia                                                  |
|  |                                                          |

|  | Allotrichoma |
|  |              |
|  | Diphuia      |
|  |              |

|  | Eremotrichoma+Hecamede                                   |
|  |                                                          |
|  | \| \| Allotrichoma \| \| \| \| \| \| Diphuia \| \| \| \| |
|  |                                                          |
|  | Allotrichoma                                             |
|  |                                                          |
|  | Diphuia                                                  |
|  |                                                          |

|  | Allotrichoma |
|  |              |
|  | Diphuia      |
|  |              |

A distanza di un ventennio, Mathis & Marinoni (2010) ritengono dubbia la relazione fra Diphuia e Allotrichoma, in quanto sarebbe più stretta l'affinità tra Diphuia e Hecamede, tuttavia non vi sono ancora elementi sufficienti a definire con chiarezza l'esatta posizione del genere nell'albero filogenetico degli Hecamedini. Nell'ambito del genere Diphuia, Mathis & Marinoni distinguono due gruppi di specie identificabili come cladi:
- Gruppo anomala: comprende le specie D. anomala e D. zatwarnickii.
- Gruppo nitida: comprende le specie D. nitida, D. grandis e D. antonina

Da questa ripartizione è esclusa D. flinti.

## Distribuzione
Diphuia è un genere a distribuzione prettamente neotropicale con l'eccezione di D. nitida, il cui areale si estende fra il Neartico e aree limitrofe del Neotropico. La specie con la più ampia distribuzione è D. anomala, presente in diverse regioni del Sudamerica (Brasile, Ecuador, Colombia) e del Centroamerica (Panama, Hispaniola). D. nitida è presente in stazioni della costa atlantica del Nordamerica (New York, Carolina del Nord, Florida, Bahamas) e nel Belize. Le altre specie hanno areali più ristretti, limitati ad alcune isole dei Caraibi (Hispaniola per D. flinti, Giamaica per D. zatwarnickii) o stazioni del sud del Brasile (D. grandis, D. antonina).